# Sergio Agüero
Sergio Leonel Agüero del Castillo, més conegut com a Kun Agüero, (Buenos Aires, 2 de juny de 1988) és un exfutbolista argentí que ha jugat com a davanter a Independiente de Avellaneda, Atlètic de Madrid, Manchester City, FC Barcelona i la selecció argentina.

## Carrera esportiva

### Independiente
Sergio Agüero va ingressar al planter de l'CA Independiente quan tenia nou anys. Va començar a jugar a l'equip, i va esdevenir el jugador més jove en debutar a primera divisió amb 15 anys i 35 dies (el 5 de juliol de 2003 contra el Club Atlético San Lorenzo de Almagro), quan l'entrenador d'Independent, Oscar Ruggeri, va enviar Agüero al camp substituint Emanuel Rivas al minut 69 del partit. La seva actuació va ser ben rebuda per la premsa. Malgrat el seu primerenc debut, no va tornar a ser seleccionat per Ruggeri, i el seu substitut Osvaldo Sosa, per a la resta de la temporada 2002-03, havent-hi fet només una aparició al Torneo Clausura. Després de l'arribada de l'entrenador José Omar Pastoriza, set mesos després del primer partit d'Agüero, va tornar al primer equip del club en una victòria per 4-2 contra el Cienciano peruà durant la fase de grups de la Copa Libertadores 2004. D'aquesta manera, es va convertir en el jugador més jove en participar en la Copa Libertadores, un rècord que va mantenir durant tres anys. Un mes després, Agüero va tornar a participar en un partit de la Copa Libertadores contra El Nacional d'Equador. El 19 de juny, Agüero va jugar per primera vegada un partit complet de 90 minuts per a Independent contra Atlético de Rafaela durant el Torneig Clausura. Va marcar el seu primer gol per a l'Independiente en un empat 2-2 contra Estudiantes el 26 de novembre, amb un tir des de fora de l'àrea al minut 22. Agüero es va convertir en un habitual del primer equip del club, sent seleccionat per a la selecció argentina sub-20 per a la Copa Mundial Sub-20 de la FIFA 2005, que Argentina va guanyar.
Durant la temporada 2005-06, Agüero va marcar 18 gols en 36 partits de lliga, després de perdre's dos partits per sanció. En la victòria per 4-0 contra Racing, l'11 de setembre, va regatejar des del seu propi camp i va marcar el quart gol d'Independiente amb un xut d'esquerra. La seva primera targeta vermella es va produir al Torneo Obertura, després donar-li una bofetada a un rival en un partit contra Tiro Federa. Les seves destacades actuacions durant el Torneo Obertura van atraure l'interès de diversos grans clubs europeus i, després de mesos d'especulacions, en l'abril Agüero va anunciar per televisió la seva intenció d'abandonar el club al final de la temporada. Abans del final de la temporada, ja s'especulava amb un possible traspàs a l'Atlètic Madrid. Amb les seves actuacions elogiades per la premsa, es va parlar d'una possible convocatòria d'Agüero per a la Copa del Món de la FIFA 2006. En la victòria per 2-0 a casa contra Olimpo de Bahía Blanca en la 17a jornada del Torneo Clausura, Agüero va rebre la seva cinquena targeta groga de la temporada. Això li va impedir jugar el seu últim partit amb Independiente en un partit contra Boca Juniors a Avellaneda una setmana després. La targeta groga el va fer plorar, com van gravar les càmeres de televisió. Agüero, que va marcar el segon gol d'Independiente al partit, va dir més tard: "Crec que va ser el meu últim gol amb Independiente". Va jugar el seu últim partit amb Independiente, dues setmanes després, en una derrota a casa per 2-0 davant Rosario Central. El 30 de maig, Agüero va ser transferit oficialment a l'Atlètic Madrid per 20 milions d'euros, fet que va suposar un rècord per al club.

### Barcelona
Després de diverses temporades al Manchester City, l'estiu de 2021 Agüero va fitxar lliure pel FC Barcelona. El 30 d'octubre d'aquest any, durant un partit contra el Deportivo Alavés, va sentir una molèsties al pit. Es va sotmetre a diverses proves, en les quals es va detectar que el jugador patia una arrítmia, que comprometia la seva continuïtat com a esportista professional.

## Estadístiques
Actualitzat a final de carrera esportiva.
| CA Independiente · Argentina |               |               |     |     |    |    |    |    |     |    |     |     |     |      |      |
| 1a | 2003          | 1             | —   | —   | —  | —  | —  | —  | —   | —  | 1   | —   | —   | 0,00 |      |
| 1a | 2004          | 5             | —   | —   | —  | —  | —  | 2  | —   | —  | 7   | —   | —   | 0,00 |      |
| 1a | 2004-05       | 12            | 5   | 2   | —  | —  | —  | —  | —   | —  | 12  | 5   | 2   | 0,42 |      |
| 1a | 2005-06       | 36            | 18  | 4   | —  | —  | —  | —  | —   | —  | 36  | 18  | 4   | 0,50 |      |
| Total club | Total club    | 54            | 23  | 6   | 0  | 0  | 0  | 2  | 0   | 0  | 56  | 23  | 6   | 0,41 |      |
| Atlètic de Madrid · Espanya |               |               |     |     |    |    |    |    |     |    |     |     |     |      |      |
| 1a | 2006-07       | 38            | 6   | 2   | 4  | 1  | —  | —  | —   | —  | 42  | 7   | 2   | 0,17 |      |
| 1a | 2007-08       | 37            | 19  | 8   | 4  | 2  | —  | 9  | 6   | 4  | 50  | 27  | 12  | 0,54 |      |
| 1a | 2008-09       | 37            | 17  | 12  | 1  | —  | —  | 9  | 4   | 3  | 47  | 21  | 15  | 0,45 |      |
| 1a | 2009-10       | 31            | 12  | 5   | 7  | 1  | 4  | 16 | 6   | 3  | 54  | 19  | 12  | 0,35 |      |
| 1a | 2010-11       | 32            | 20  | 4   | 4  | 3  | 1  | 5  | 4   | 2  | 41  | 27  | 7   | 0,66 |      |
| Total club | Total club    | 175           | 74  | 33  | 20 | 7  | 5  | 39 | 20  | 12 | 234 | 101 | 48  | 0,43 |      |
| Manchester City FC · Anglaterra | 1a            | 2011-12       | 34  | 23  | 10 | 4  | 2  | —  | 10  | 5  | 2   | 48  | 30  | 12   | 0,63 |
| Manchester City FC · Anglaterra | 1a            | 2012-13       | 30  | 12  | 3  | 5  | 3  | 2  | 5   | 2  | —   | 40  | 17  | 5    | 0,43 |
| Manchester City FC · Anglaterra | 1a            | 2013-14       | 23  | 17  | 10 | 5  | 5  | 1  | 6   | 6  | 3   | 34  | 28  | 14   | 0,82 |
| Manchester City FC · Anglaterra | 1a            | 2014-15       | 33  | 26  | 8  | 2  | —  | —  | 7   | 6  | 1   | 42  | 32  | 9    | 0,76 |
| Manchester City FC · Anglaterra | 1a            | 2015-16       | 30  | 24  | 2  | 5  | 3  | 3  | 9   | 2  | —   | 44  | 29  | 5    | 0,66 |
| Manchester City FC · Anglaterra | 1a            | 2016-17       | 31  | 20  | 4  | 6  | 5  | 1  | 8   | 8  | 2   | 45  | 33  | 7    | 0,73 |
| Manchester City FC · Anglaterra | 1a            | 2017-18       | 25  | 21  | 6  | 7  | 5  | —  | 7   | 4  | 1   | 39  | 30  | 7    | 0,77 |
| Manchester City FC · Anglaterra | 1a            | 2018-19       | 33  | 21  | 8  | 6  | 5  | 1  | 7   | 6  | 1   | 46  | 32  | 10   | 0,70 |
| Manchester City FC · Anglaterra | 1a            | 2019-20       | 24  | 16  | 4  | 5  | 5  | —  | 3   | 2  | —   | 32  | 23  | 4    | 0,72 |
| Manchester City FC · Anglaterra | 1a            | 2020-21       | 12  | 4   | 1  | 1  | —  | —  | 7   | 2  | —   | 20  | 6   | 1    | 0,31 |
| Manchester City FC · Anglaterra | Total club    | Total club    | 275 | 184 | 55 | 46 | 33 | 8  | 69  | 43 | 10  | 390 | 260 | 74   | 0,66 |
| FC Barcelona · Catalunya |               |               |     |     |    |    |    |    |     |    |     |     |     |      |      |
| 1a | 2021-22       | 4             | 1   | —   | —  | —  | —  | 1  | —   | —  | 5   | 1   | 0   | 0,20 |      |
| Total club | Total club    | 4             | 1   | 0   | 0  | 0  | 0  | 1  | 0   | 0  | 5   | 1   | 0   | 0,20 |      |
| Total carrera | Total carrera | Total carrera | 508 | 282 | 86 | 66 | 40 | 13 | 111 | 63 | 22  | 685 | 385 | 128  | 0,56 |
| (1) Inclou dades de la Copa del Rei (2006-11); Copa de la Lliga anglesa / FA Cup / Community Shield (2011-Act.). (2) Inclou dades de la Copa Libertadores (2004); Copa Intertoto de la UEFA / Supercopa de la UEFA (2007-10); Copa de la UEFA/Lliga Europa de la UEFA (2007-12); Lliga de Campions de la UEFA (2008-Act.). (3) Mitja de gols per partit. No inclou gols en partits amistosos. |               |               |     |     |    |    |    |    |     |    |     |     |     |      |      |

## Palmarès
Font: Transfermarkt - ESPN Deportes - Soccerway.

### Atlético de Madrid
- 1 Copa Intertoto (2007)
- 1 UEFA Europa League (2009-10)
- 1 Supercopa d'Europa (2010)[22]

### Manchester City
- 5 FA Premier League: (2011-12, 2013-14, 2017-18, 2018-19, 2020-21)
- 1 Copa anglesa: (2018-19)
- 6 Copes de la lliga: (2013-14, 2015-16, 2017-18, 2018-19, 2019-20, 2020-21)
- 3 Community Shield: (2012, 2018, 2019)

### Selecció argentina
- 1 Copa Amèrica: (2021)